# نعمان بن مقرن
نعمان بن مُقَرِّن یکی از سرداران و فرماندهان عرب در حمله اعراب به ایران بود، که در جنگ نهاوند در سال ۲۱ هجری یا ۶۴۱ میلادی پس از سه روز نبرد سنگین در پشت دروازه‌های نهاوند؛ به دست سربازان ایرانی به فرماندهی پیروزان کشته گشت. جسد او در ۵ کیلومتری شمال غربی شهر مدفون شد و امروزه در نزد اهالی نهاوند به مقبره بابا پیره (در گویش لری: بُوَه پیره) مشهور می‌باشد.

مردم معتقدند که نعمان بن مقرون یا بابا پیره از یاران حسین بن علی بوده در حالی که این ادعا صحت ندارد چون حسین بن علی آن زمان منصب حکومتی نداشته که یارانی داشته باشد و او را امامزاده تلقی می‌کنند. درحالی‌که این باور صحت ندارد.
 
با آشکار شدن هویت اصلی آرامگاه،موجی از نفرت نسبت به آن شکل گرفته است. 
نعمان در زمان حمله مسلمین به ایران فرماندار کسکر (قدیمی‌ترین شهر مسیحی‌نشین عراق) بود. عمر به او نامه نوشت که از فرمانداری کناره‌گیری کند و به فرماندهی سپاه مسلمانان دربیاید و به قصد تسخیر نهاوند حرکت کند. او در روزهای اولیه جنگ نهاوند کشته شد و فردی به نام حزیفه جانشین او شد.

آرامگاه بابا پیره در ۵ کیلومتری شمال غربی شهر نهاوند

برخی از محققین آرامگاه وی را بنای بابا پیره در شهرستان نهاوند، دهستان قشلاق، جاده نهاوند به کرمانشاه واقع شده و در تاریخ ۲۵ اسفند ۱۳۸۰ با شمارهٔ ثبت ۵۰۳۷ به‌عنوان یکی از آثار ملی ایران به ثبت رسیده است میدانند. لازم به ذکر است باباها و پیرها  از بزرگان عرفان به‌خصوص در قرون هفتم تا دهم هجری بوده‌اند و بناهای تاریخی متعددی با عنوان بابا پیر در ایران وجود دارد و گروهی از محققین بر این باور هستند که صرف کشته شدن نعمان در نهاوند مبنای علمی مناسبی برای انتساب این بنای قاجاری به مدفن وی نمی باشد و انجام کاوش های باستان شناسی در خصوص این بنا را ضروری می دانند.